# Smeringopus carli
Smeringopus carli là một loài nhện trong họ Pholcidae. Loài này được phát hiện ở Uganda.